# Гайнц Рох
Гайнц Рох (Heinz Roch, 17 січня 1905, Ессен — 10 травня 1945, Тронгейм) — німецький офіцер, оберфюрер СС.

## Біографія
Народився в сім'ї робітника. У 1922 році вступив в НСДАП, брав участь в саботажі під час Рурського конфлікту. Був заарештований, пізніше амністований. Після цього пішов з НСДАП і вступив у Підпільний фронт.
В травні 1926 році вступив в СА, 19 червня повернувся в НСДАП (квиток №34 475). 1 серпня 1930 року перейшов з СА в СС (посвідчення №2 883). У 1928-31 роках працював продавцем автомобілів, потім — начальником відділу в газеті Nationalzeitung в Ессені. У 1933 році був депутатом прусського ландтагу п'ятого скликання аж до його розпуску. Останні цього  Гайнц Рох став депутатом рейхстагу від НСДАП у виборчому окрузі 23 (Дюссельдорф-Захід).
У 1930-х роках Рох перебував на ряді посад в Штандарті СС. Після початку Другої світової війни брав участь у Французькій кампанії в складі 3-ї танкової дивізії СС «Мертва голова». З січня 1942 року по березень 1943 працював у Вищому управлінні  СС і поліції «Росія-Центр». З березня до грудня 1943 року обіймав посаду начальника СС і поліції Генерального округу Таврія. З травня 1943 по травень 1944 року — начальник СД в Сімферополі. З липня по жовтень 1944 року обіймав посаду начальника СС і поліції в Білостоці, а з кінця листопада по 8 травня 1945 року — в Тронгеймі. Наклав на себе руки.

## Звання
- Труппфюрер СС (18 листопада 1930)
- Штурмфюрер СС (20 серпня 1931)
- Штурмбаннфюрер СС (14 вересня 1931)
- Штандартенфюрер СС (6 або 9 листопада 1932)
- Оберфюрер СС (5 травня 1934)
- Унтерштурмфюрер резерву військ СС (21 червня 1940)
- Оберштурмфюрер резерву військ СС (1 вересня 1941)
- Оберст поліції (20 квітня 1942)

## Нагороди
- Почесний кут старих бійців
- Золотий партійний знак НСДАП
- Німецький кінний знак в сріблі
- Спортивний знак СА в золоті
- Почесна шпага рейхсфюрера СС
- Кільце «Мертва голова»
- Залізний хрест 2-го і 1-го класу
- Штурмовий піхотний знак в сріблі
- Хрест Воєнних заслуг 2-го і 1-го класу з мечами
- Медаль «За вислугу років у НСДАП» в бронзі та сріблі (15 років)
- Медаль «За вислугу років у СС» 4-го, 3-го і 2-го ступеня (12 років)